# Senonnes
Senonnes es una población y comuna francesa, en la región de Países del Loira, departamento de Mayenne, en el distrito de Château-Gontier y cantón de Saint-Aignan-sur-Roë.

## Demografía
| 474 | 442 | 371 | 345 | 331 | 325 |
| Para los censos de 1962 a 1999 la población legal corresponde a la población sin duplicidades (Fuente: INSEE [Consultar]) |     |     |     |     |     |